# FC Midtjylland
FC Midtjylland je dánský fotbalový klub. Vznikl roku 1999 sloučením klubů Ikast FS (založen 1935) a Herning Fremad (založen 1918), dvou dřívějších rivalů. Klubové barvy jsou černá a červená. Domácím hřištěm je MCH Arena ve městě Herning s kapacitou 12 152 míst. Midtjylland znamená v dánštině centrální Jutsko.
Rok po založení se klub probojoval do dánské nejvyšší soutěže a v další sezóně se prvně podíval do evropských pohárů. V sezóně 2014/15 pak dánskou ligu prvně v historii vyhrál.

## Účast v evropských pohárech
| Sezóna  | Soutěž        | Kolo             | Soupeř            | Doma | Venku | Celkem |
| ------- | ------------- | ---------------- | ----------------- | ---- | ----- | ------ |
| 2001–02 | Pohár UEFA    | předkolo         | Glentoran FC      | 1–1  | 4–0   | 5–1    |
| 2001–02 | Pohár UEFA    | 1. kolo          | Sporting Lisabon  | 0–3  | 2–3   | 2–6    |
| 2002–03 | Pohár UEFA    | předkolo         | FK Pobeda         | 3–0  | 0–2   | 3–2    |
| 2002–03 | Pohár UEFA    | 1. kolo          | NK Varaždín       | 1–0  | 1–1   | 2–1    |
| 2002–03 | Pohár UEFA    | 2. kolo          | Anderlecht Brusel | 0–3  | 1–3   | 1–6    |
| 2005–06 | Pohár UEFA    | 1. kolo          | B36 Tórshavn      | 2–1  | 2–2   | 4–3    |
| 2005–06 | Pohár UEFA    | 1. kolo          | PFK CSKA Moskva   | 1–3  | 1–3   | 2–6    |
| 2007–08 | Pohár UEFA    | 1. předkolo      | Keflavík ÍF       | 2–1  | 2–3   | 4–4    |
| 2007–08 | Pohár UEFA    | 2. předkolo      | FC Haka           | 5–2  | 2–1   | 7–3    |
| 2007–08 | Pohár UEFA    | 1. kolo          | Lokomotiv Moskva  | 1–3  | 0–2   | 1–5    |
| 2008–09 | Pohár UEFA    | 1. předkolo      | Bangor City       | 4–0  | 6–1   | 10–1   |
| 2008–09 | Pohár UEFA    | 2. předkolo      | Manchester City   | 0–1  | 1–0   | 2–4(p) |
| 2011–12 | Evropská liga | 2. předkolo      | New Saints        | 5–2  | 3–1   | 8–3    |
| 2011–12 | Evropská liga | 3. předkolo      | Vitória SC        | 0–0  | 1–2   | 1–2    |
| 2012–13 | Evropská liga | 4. předkolo      | Young Boys Bern   | 0–3  | 2–0   | 2–3    |
| 2014–15 | Evropská liga | 4. předkolo      | Panathinaikos     | 1–2  | 1–4   | 2–6    |
| 2015–16 | Liga mistrů   | 2. předkolo      | Lincoln Red Imps  | 1–0  | 2–0   | 3–0    |
| 2015–16 | Liga mistrů   | 3. předkolo      | APOEL FC          | 1–2  | 1–0   | 2–2    |
| 2015–16 | Evropská liga | 4. předkolo      | Southampton FC    | 1–0  | 1–1   | 2–1    |
| 2015–16 | Evropská liga | základní skupina | Legia Warszawa    | 1–0  | –     |        |
| 2015–16 | Evropská liga | základní skupina | Club Brugge KV    | –    | 1–3   |        |
| 2015–16 | Evropská liga | základní skupina | SSC Neapol        | 1–4  | –     |        |

## Úspěchy
- 4× vítěz Dánské ligy[2]: 2014/15, 2017/18, 2019/20, 2023/24
- 2× vítěz Dánského poháru[3]: 2018/19, 2021/22

## Čeští hráči v klubu
- Filip Novák (2015–2018)[4][5][6]
- Václav Kadlec (2016)[7]
- Adam Gabriel (od 2023)
- Jan Kuchta (od 2024)